# Crassispira nigrescens
Crassispira nigrescens é uma espécie de gastrópode do gênero Crassispira, pertencente à família Pseudomelatomidae.